# Geogarypus palauanus
Geogarypus palauanus es una especie de arácnido del orden Pseudoscorpionida de la familia Geogarypidae.

## Distribución geográfica
Se encuentra en las Islas Carolinas.